# Anedzsib sírja
Anedzsib sírja az abüdoszi Peker (Umm el-Kaáb) dinasztikus királytemetőjének X-jelű építménye (X-sír). Építtetője az I. dinasztia egyik uralkodója, körülbelül az i. e. 30. század és az i. e. 29. század fordulóján. A sírt Flinders Petrie tárta fel az 1899–1900-as ásatási szezonban. Lehetséges, hogy a francia Émile Amélineau 1894 és 1899 között valamikor már ásott a sír körül, de azt nem dokumentálta. Az 1990-es és 2000-es években a Német Régészeti Intézet (DAI) kutatta.
A sír kicsi, a dinasztikus királysírok legkisebbje. Sírkamrája 7×4,5 méter. Tervezésében visszalépést mutat, egészen a 0. dinasztia végén vagy az I. dinasztia kezdetén uralkodó Narmer sírja felé, amely a két részre osztott főépítményben jelentkezik. Ennek oka ismeretlen. A két kamrát egy, a keleti oldalon lévő lépcsőn lehet megközelíteni. A kamrák falai több mint egy méter vastagok, 1,3 és 1,6 méter közöttiek. A kisebb kamrában számos pecsétet találtak, valószínűleg tárolóhelyiség volt. A sírkamra – elődeihez hasonlóan – fával burkolt. A deszkák részben megőrződtek a száraz, sivatagi időjárásban. A kamrák tetőszerkezetét faoszlopok tartották.
A fő sírkamra körül 65 kísérő helyiség épült, amelynek nagy része másodlagos temetkezésnek tekinthető. Néhány helyiségben elefántcsont faragványokat találtak. Az X-sír külső méretei 15,10×7,20×2,50 méter, míg a sírkamra 6,80×4,40 méter.

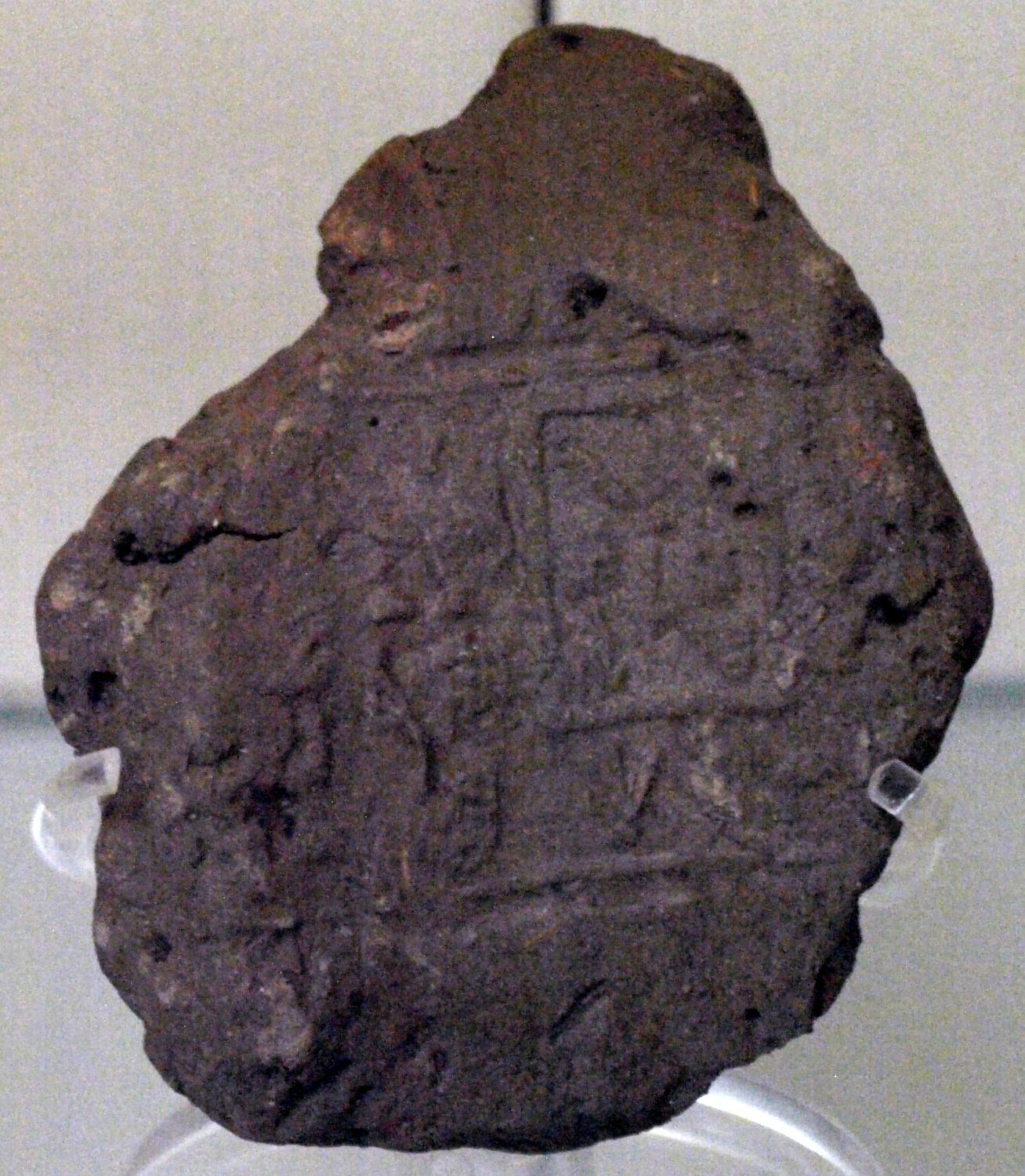
Egy agyagpecsét, pecsétnyomó lenyomatával
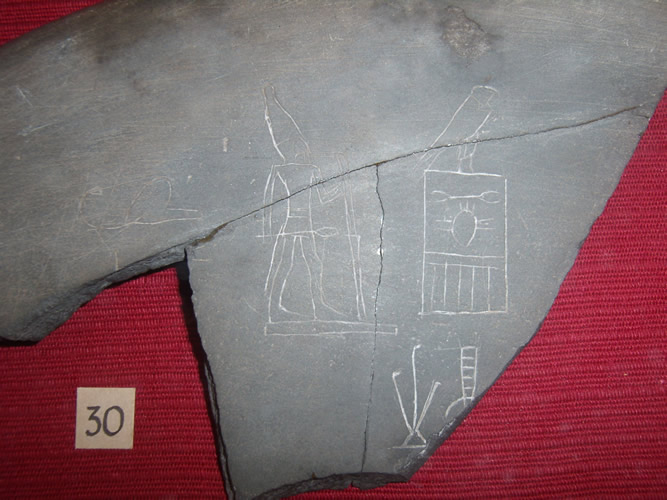
Egy edénytöredék a király bekarcolt, szerehbe foglalt nevével, felismerhető még a Nád és Méh ura cím kezdete is
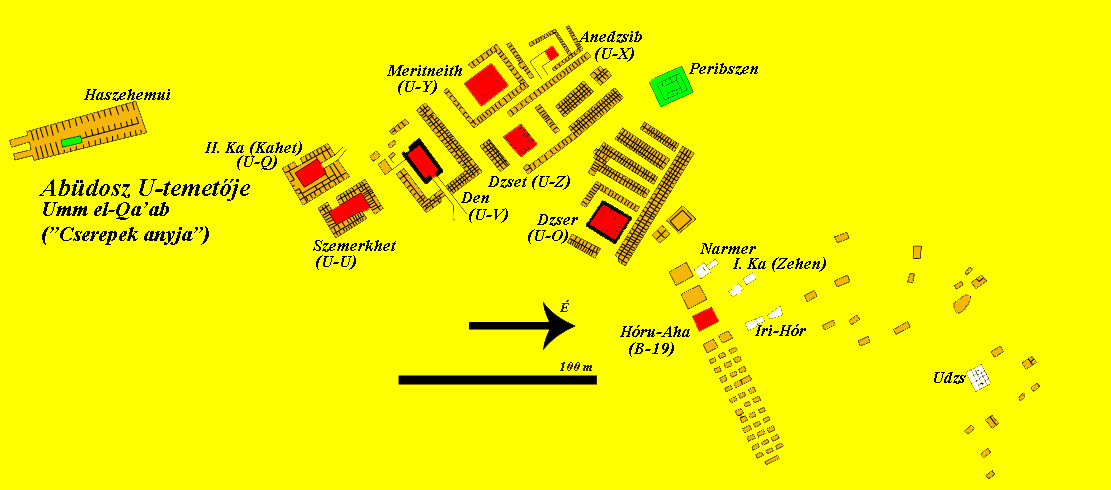
Umm el-Kaáb térképe

## Külső hivatkozások
- Abydos Tomb X
- Tomb of the Adjib
- Anedjib in Tour Egypt
- Keywen: Andejib